# Немачка источна Африка
Немачка источна Африка је била немачка колонија у источној Африци, која је укључивала Бурунди, Руанду и Тангањику (копнени део данашње Танзаније). Њена површина је била 994.996 km², готово три пута већа од данашње Немачке.
Колонија је настала током 1880-их, а завршила поразом Царске Немачке у Првом светском рату. Територија је била подељена између Велике Британије и Белгије, а касније је претворена у територију под управом Лиге народа.

## Историја
Корени колоније почињу када је пустолов Карл Питерс, основао Друштво за немачке колонизације и потписао уговоре с неколико племенских поглавица на копну насупрот Занзибара. Дана 3. марта 1885, немачка влада је објавила да је добила царску повељу потписану од стране Бизмарка 27. фебруара с намером успостављања протектората у источној Африци. Питерс је регрутовао стручњаке који су почели да истражују јужно до Руфији реке и северно према Виту те у близу града Ламуа на обали.
Султан Занзибара је због тога протестовао, тврдећи да је владар на копну, на што је немачки канцелар Ото фон Бизмарк послао пет ратних бродова, који су стигли 7. августа. Британци и Немци сложили су се да поделе копно између себе, а султан није имао избора.
Абушири побуна 1888. године, угушена је следеће године уз британску помоћ. Године 1890, Лондон и Берлин потписали су Споразум Хелголанд-Занзибар, чиме је враћен Хелголанд (заплењено током Наполеонових ратова) Немачкој и одлучено о границама Немачке источне Африке (тачна граница остала неизмењена до 1910. године).
Између 1891. и 1894. године, племе Хехе, на челу с поглаваром Мкваваеом, опирало се немачкој експанзији. Међутим племе Хехе поразила су супарничка племена која су подупирала Немце. Након година герилског ратовања, Мквава је био протеран те је починио самоубиство 1898. године.
Нова побуна догодила се 1905. коју је угушио гувернер, гроф Густав Адолф фон Гецен. Но, скандали који су ускоро уследили, с причама о корупцији и бруталности, довели су до тога да је 1907. канцелар Бернхард фон Билов именовао Бернхарда Дернбурга за реформатора колонијалне управе. Постао је узор колонијалне ефикасности и изванредно заповедао над лојалним домороцима током Првог светског рата.
Немачка колонијална власт увелико се ослањала на изворне начелнике за одржавање реда и прикупљање пореза. До 1. јануара 1914, осим локалне полиције, војне посаде из Шуцтрупена (заштитне јединице) у Дар ес Сала му, Моши, Иринги и Махенгу састојале су се од 110 немачких полицајаца (укључујући и 42 медицинска делатника), 126 доофицира и 2472 аутохтоних војника (Аскара).). Паул фон Летов-Форбек био је важан генерал у Немачкој источној Африци током Првог светског рата.

## Привредни развој
Трговина и привредни раст почели су да се озбиљно развијају под немачком управом. Управа је рано схватила да ће економски развој зависити од поузданог превоза. Више од 100.000 хектара, били су под сисалом. Посађено је два милиона стабала кафе а стабла каучука расла су на 200.000 хектара, заједно с великим плантажама памука. Да би се ове пољопривредне производе избацило на тржиште изграђене су железничке пруге. Најдужа линија била је дуга 1247 км. Осим железнице изграђене су и луке с електричним дизалицама, са железничким приступом и магацинима. До 1914. Дар ес Салам и околне покрајине имале су популацију од 166.000 становника.
Рудници злата у Тангањики у модерним временима потичу из немачког колонијалног раздобља, почевши са открићима злата у близини језера Викторија 1894. године. Први рудник злата у колонији, Секенке, отворен је 1909. године након што је злато пронађено 1907. године.
Упркос свим тим напорима, Немачка источна Африка никада није остварила профит за Немачко царство и требало ја да се субвенционира из Берлина.

## Образовање
Немачка је осмислила програм за Африканце који су укључени у основне и средње школе. Године 1924, десет година након почетка Првог светског рата, а шест година од британске власти, америчка комисија је известила да су Немци остварили чудо у образовању и да ће проћи доста времена док се достигну ти стандарди („Предавач, обрасци, уџбеници, наставни материјали, сви испуњени стандарди неупоредиви с било где у тропској Африци“).
Један од утицаја тог немачког развоја образовања у њиховој колонији је реч shule (из Schule у немачком, српски: школа). Будући да су Немци били први колонијалисти који су успоставили солидан образовни програм у источној Африци, реч shule се користи у свахили језику и француском језику источне Африке.

## Први светски рат
Прича о Немачкој источној Африци у Првом светском рату је у бити историјат војног заповедника генерала Паула фон Летова-Форбека. Летов-Форбек је провео рат у борби против Британског царства, имао је око 3.500 Европљана и 12.000 домаћих војника, а Британци су имали око 40.000 војника. Једна од великих битки била је код Танга од 3. до 5. новембра 1914. где је Летов-Форбек победио британске снаге осам пута веће од немачких.
Немачки успеси у ратовању натерали су Британију да издвоји знатна средства за ратовање. На крају због већег броја војника, поготово након доласка снага са запада из Белгијског Конга Летов-Форбек био је присиљен да напусти колонију. Повукао се у Мозамбик, а затим у Северну Родезију где је договорено примирје три дана након завршетка рата.
Летов-Форбек био цењен након рата, као један од немачких јунака, а његове Шуцтрупе биле су слављене као једина немачка колонијална сила у Првом светском рату која није поражена у отвореној борби. Борци Аскари који су се борили у Немачкој источној Африци касније су добили пензије од Вајмарске Републике и Савезне Републике Немачке (Западна Немачка).
Немачка крстарица СМС Кенигсберг такође се борила на обалама источне Африке. Версајским уговором укинута је колонија, северозападно подручје припало је Белгији (Руанда-Урунди), мали Конга троугао јужно од реке Ровуме Португалији (Мозамбик), а остатак Великој Британији (Тангањика).